# ブノワ賞
ブノワ賞（Prix Benois de la Danse）は、優秀なバレエ関係者に与えられるロシアの賞。

## 概要
1992年4月29日に第1回が開かれて以降、モスクワの国際ダンス連盟（International Dance Union）によって毎年春に主催されている。審査員は、世界中の有名バレエカンパニーの主宰者やスターダンサー、振付家など、バレエ界の重鎮の中から毎年選ばれ、彼らの審査によって、前年の一年間でもっとも優秀だった男女ダンサーや振付家、デザイナーなどが4月29日(ユネスコの関連団体が定めた国際ダンスデー)に選出され、5月にモスクワのボリショイ劇場で授賞式と受賞者によるガラ公演が行なわれる。賞の開催によってバレエ文化を広め、世界のバレエ関係者が結束するとともに、ガラ公演で得た収入をロシアバレエ界の退職者への支援金として提供している。ブノワの名前は、バレエ・リュスの舞台デザイナーだった画家のアレクサンドル・ベノワにちなんでいる。
受賞対象者は、バレエ界に貢献した無形文化財的な人物、振付家、女性ダンサー、男性ダンサー、作曲家、舞台デザイナー、ジャーナリストなどで、過去にウィリアム・フォーサイス、ミハイル・バリシニコフ、モーリス・ベジャール、シルヴィ・ギエム、オーレリー・デュポン、ジョン・ノイマイヤー、ローラン・プティ、イリ・キリアン、マニュエル・ルグリなどが受賞した。

これまでにブノワ賞にノミネートされた日本人は、藤野暢央（2005年）、秋山珠子（2006年）、木田真理子（2014年）といたが､木田がマッツ・エック版｢ロミオとジュリエット｣においてジュリエット役を初々しく演じた事等が評価され､日本人として初めて受賞する快挙を達成した。

## 日本人受賞者
- 木田真理子 - 2014年　マッツ・エック版『ロミオとジュリエット』/ジュリエット役 （スウェーデン王立バレエ団所属）
- オニール八菜 - 2016年　ピエール・ラコット（フランス語版）版 『パキータ』/タイトル・ロール （パリ・オペラ座バレエ団所属）[5][注釈 1]